# Kabandha

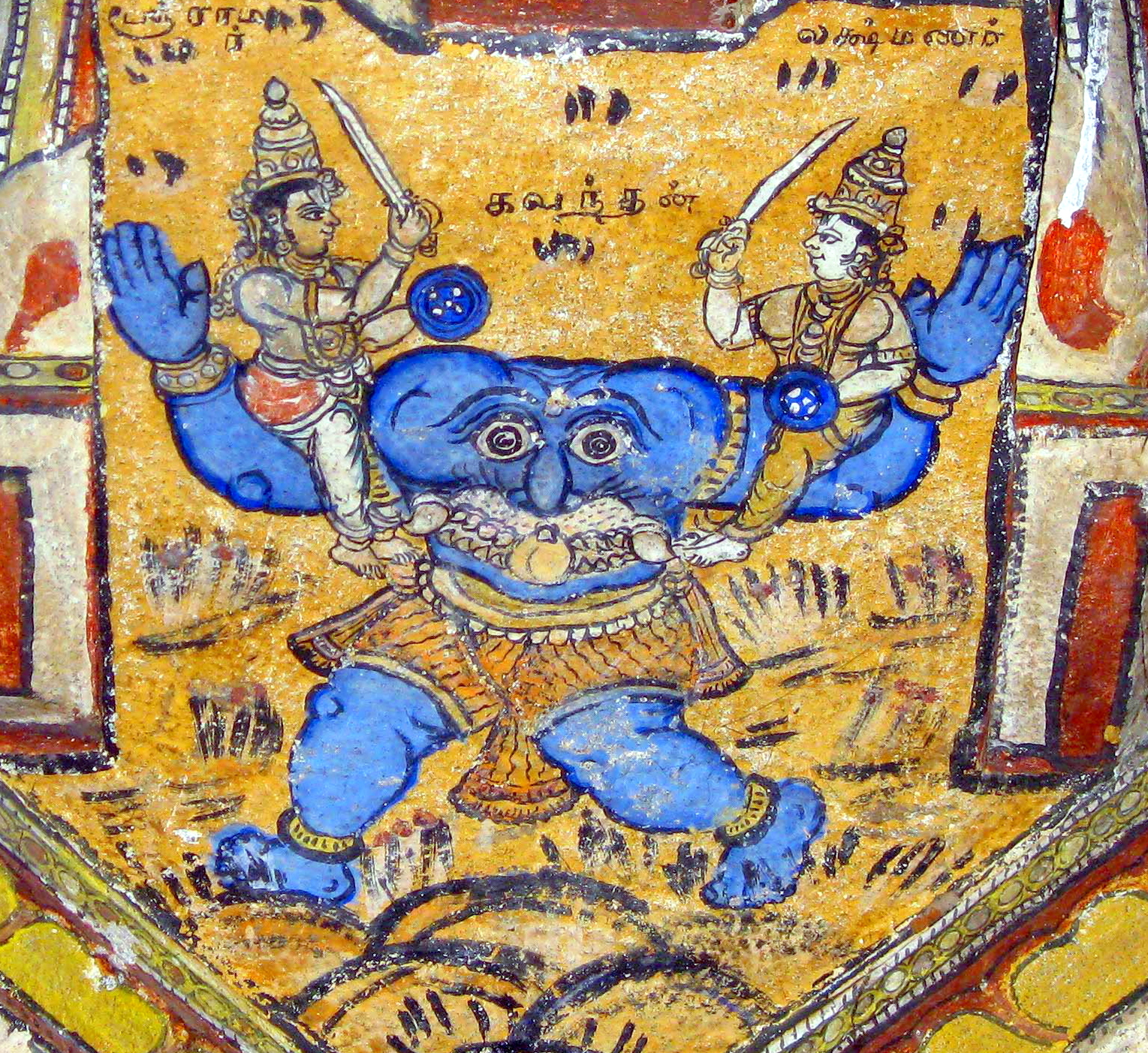
Rama et Lakshmana assis sur les bras de Kabandha, sur le point de les couper. Kabandha est montré avec une grande bouche sur le ventre, sans tête ni cou. Il est ici doté de deux yeux, mais le Ramayana le décrit avec un seul œil. (Fresque sur le plafond d'un temple à Ayodhyapattinam près de Salem, qui date sans doute du XVIe siècle.)

Dans la mythologie hindoue, Kabandha (कबन्ध, littéralement torse sans tête) est un rakshasa (démon) que Rāma et son frère Lakshmana ont tué et libéré d'un sort. La légende de Kabanda apparaît dans les épopées hindoues Ramayana et Mahabharata et dans des adaptations postérieures du Ramayana.
Kabandha était au départ un gandharva (musicien céleste) nommé Vishvavasu ou Danu, frappé d'une malédiction et transformé en monstre hideux et carnivore par Indra, le roi des dieux. Les frères Rama et Lakshmana le rencontrent, ils lui coupent les bras et incinèrent son corps  . En mourant, Kabandha retrouve sa forme de gandharva, et indique à Rama la direction du mont Rsyamukha, où se cache le singe Sugriva, frère de Vali. Kabandha conseille à Rama de s'allier avec Sugriva pour qu'il l'aide à retrouver sa femme Sītā, enlevée par Ravana, le roi des démons. 

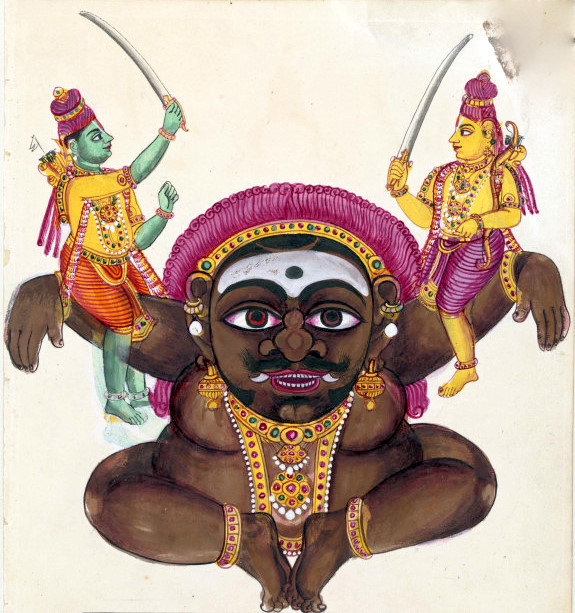
Rama (à gauche) et Lakshmana assis sur les bras de Kabandha, sur le point de les couper, peinture du XIXe siècle à Tiruchchirappalli.

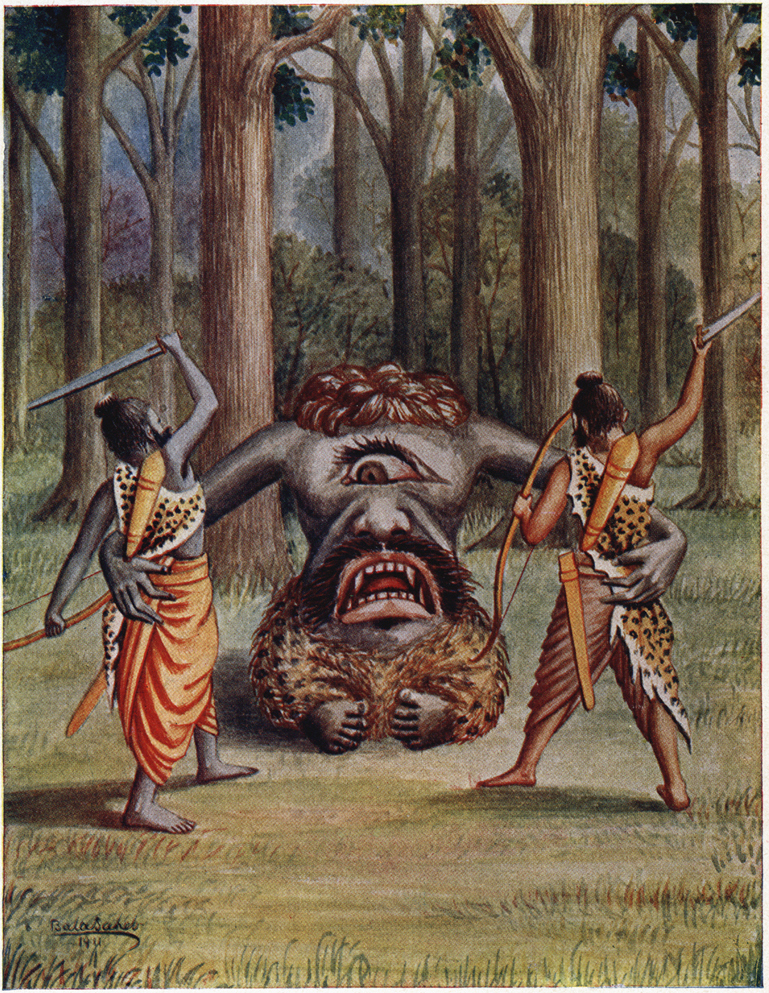
Les princes en exil Rama et Lakshmana sont capturés par Kabandha, dont ils coupent les bras.